# Communauté de communes Bocage Hallue
Die Communauté de communes Bocage Hallue war ein französischer Gemeindeverband mit der Rechtsform einer Communauté de communes im Département Somme in der Region Hauts-de-France. Sie wurde am 28. Dezember 1999 gegründet und umfasste 26 Gemeinden. Der Verwaltungssitz befand sich im Ort Villers-Bocage.

## Historische Entwicklung
Am 1. Januar 2017 wurde der Gemeindeverband mit der
- Communauté de communes du Bernavillois und der
- Communauté de communes du Doullennais

zur neuen Communauté de communes du Territoire Nord Picardie zusammengeschlossen.

## Ehemalige Mitgliedsgemeinden
1. Bavelincourt
2. Beaucourt-sur-l’Hallue
3. Béhencourt
4. Cardonnette
5. Coisy
6. Contay
7. Flesselles
8. Fréchencourt
9. La Vicogne
10. Mirvaux
11. Molliens-au-Bois
12. Montigny-sur-l’Hallue
13. Montonvillers
14. Naours
15. Pierregot
16. Pont-Noyelles
17. Querrieu
18. Rainneville
19. Rubempré
20. Saint-Gratien
21. Saint-Vaast-en-Chaussée
22. Talmas
23. Vadencourt
24. Vaux-en-Amiénois
25. Villers-Bocage
26. Wargnies